# Yaghistan
Lo Yaghistan (la terra dei ribelli) era una regione di frontiera chiave tra l'Afghanistan e l'India britannica. Questa era un'area in cui vivevano le tribù pashtun, su entrambi i lati della linea Durand.

## Storia
Lo Yāghistān era il centro del Movimento della lettera di seta di Mahmud Hasan Deobandi. L'area non fu mai conquistata dal Raj britannico e dal suo popolo e le tribù non amministrate rimasero sempre ostili nei confronti degli inglesi.
Secondo l'Encyclopaedia of Islam, lo Yaghistan "si riferiva a diversi santuari usati dai Mujahideen contro le autorità britanniche nel XIX e all'inizio del XX secolo, nelle varie aree tribali indipendenti, abitate principalmente dai Pak̲h̲tūn, nell'entroterra di quello che divenne la provincia della frontiera nord-occidentale (NWFP) dell'India britannica come il Mohmand Agency, Bunēr, Dīr, Swāt, Kohistān, Hazāra e Čamarkand".